# FR-Alert
FR-Alert est un système d'alerte aux populations national par téléphone (diffusion cellulaire) utilisé par les autorités françaises (préfets ou maires) pour alerter et informer rapidement, via les téléphones mobiles, le public concerné par un cas d'urgence ou une catastrophe majeure, imminente ou en cours. On parle de niveau de vigilance rouge quand il y a mise en danger immédiat des populations, atteinte à l’intégrité physique. Il est lié au système d'alerte et d'information des populations (SAIP) et au système d'alerte européen EU-Alert.
Dans la zone de danger, FR-Alert informe sur la nature de la crise et sur le comportement à adopter pour une mise en sauvegarde.
Il nécessite pour fonctionner que le réseau électrique et les réseaux de téléphonie mobile soient en état de fonctionner.

## Description
Ce dispositif est national. Mais il s'appuie sur le système d'alerte européen EU-Alert défini par le Code européen des communications électroniques, qui définit les bases de conception du service d'alerte européen public harmonisé.
Créé et deployé par Intersec, il est opérationnel depuis le 21 juin 2022. Grâce à ce système, les autorités peuvent envoyer des messages de manière indiscriminée aux utilisateurs de téléphones portables. La diffusion est réalisée dans des zones spécifiques en utilisant les antennes fixes de téléphonie cellulaire des opérateurs de télécommunications pour alerter les téléphones à leur portée. Il est lié au système d'alerte et d'information des populations (SAIP).
Les systèmes d'exploitation mobiles majoritaires (Android et iOS) des téléphones portables prennent en charge par défaut cette fonctionnalité via la diffusion cellulaire. Ils proposent par ailleurs un système de paramétrages de ces alertes.

## Galerie

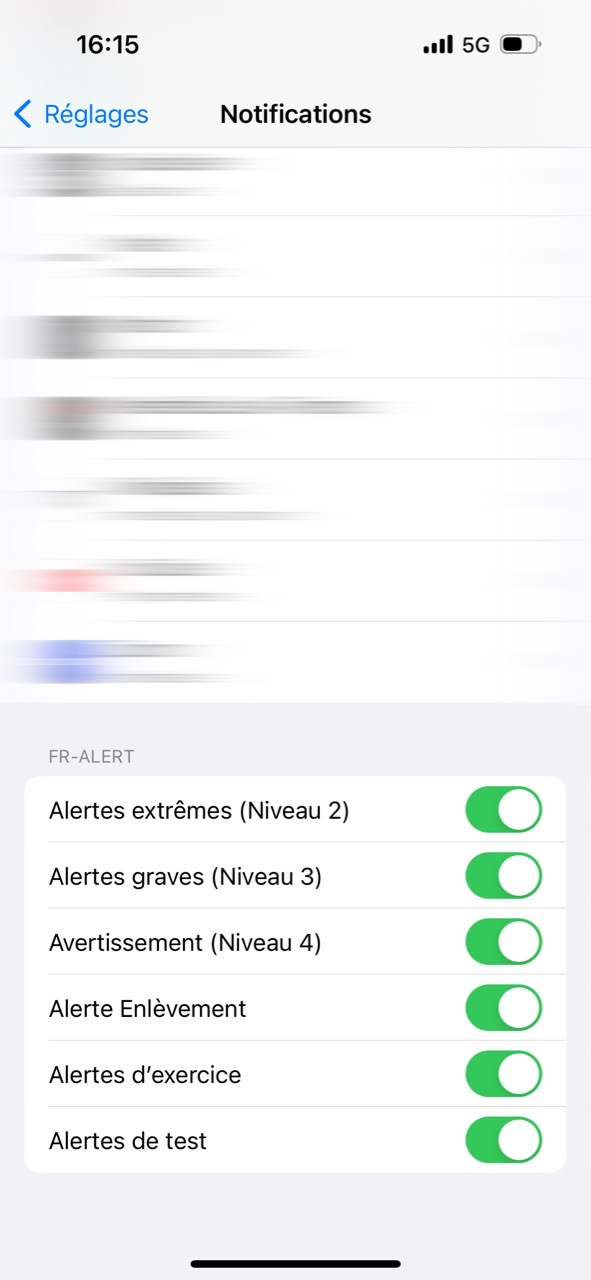
Paramétrage sur iPhone
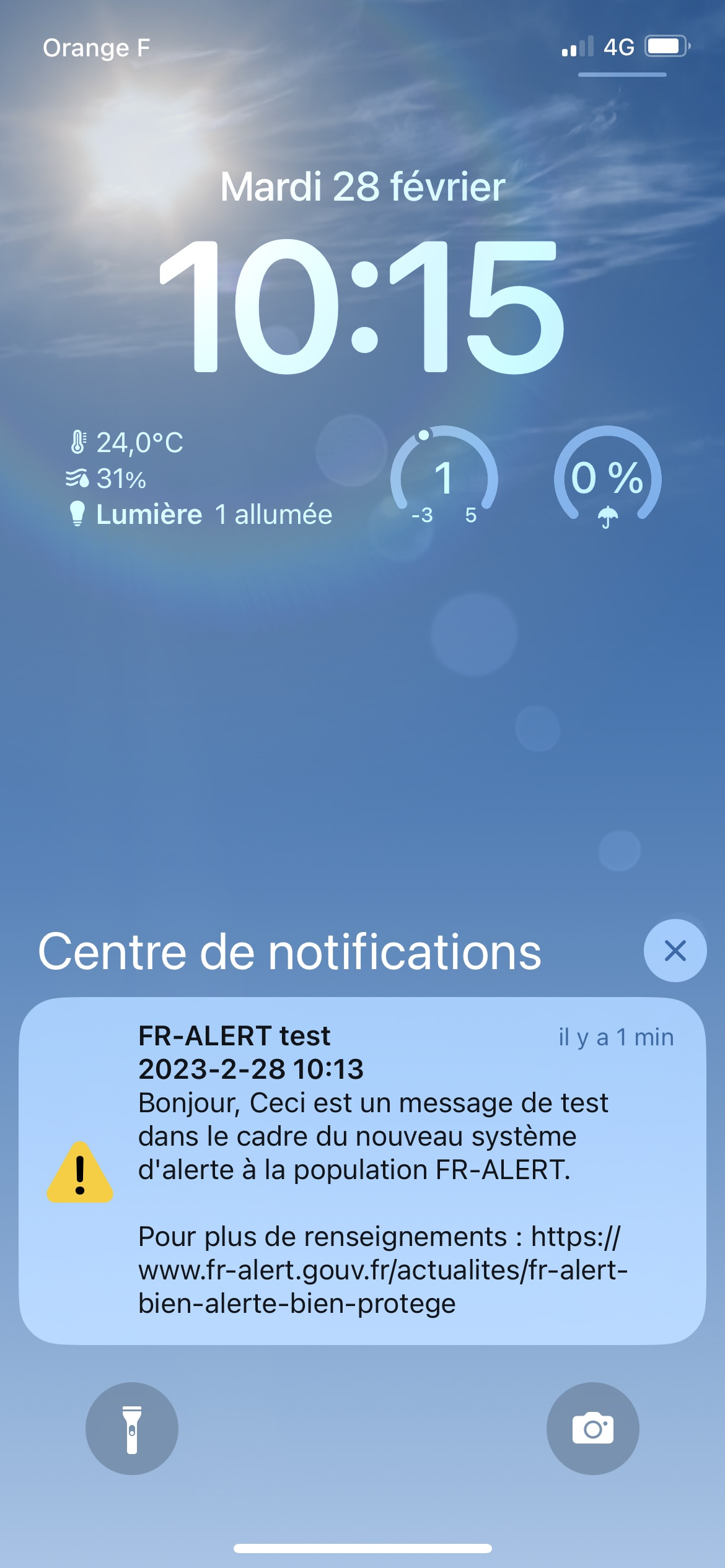
Message d'alerte sur iPhone
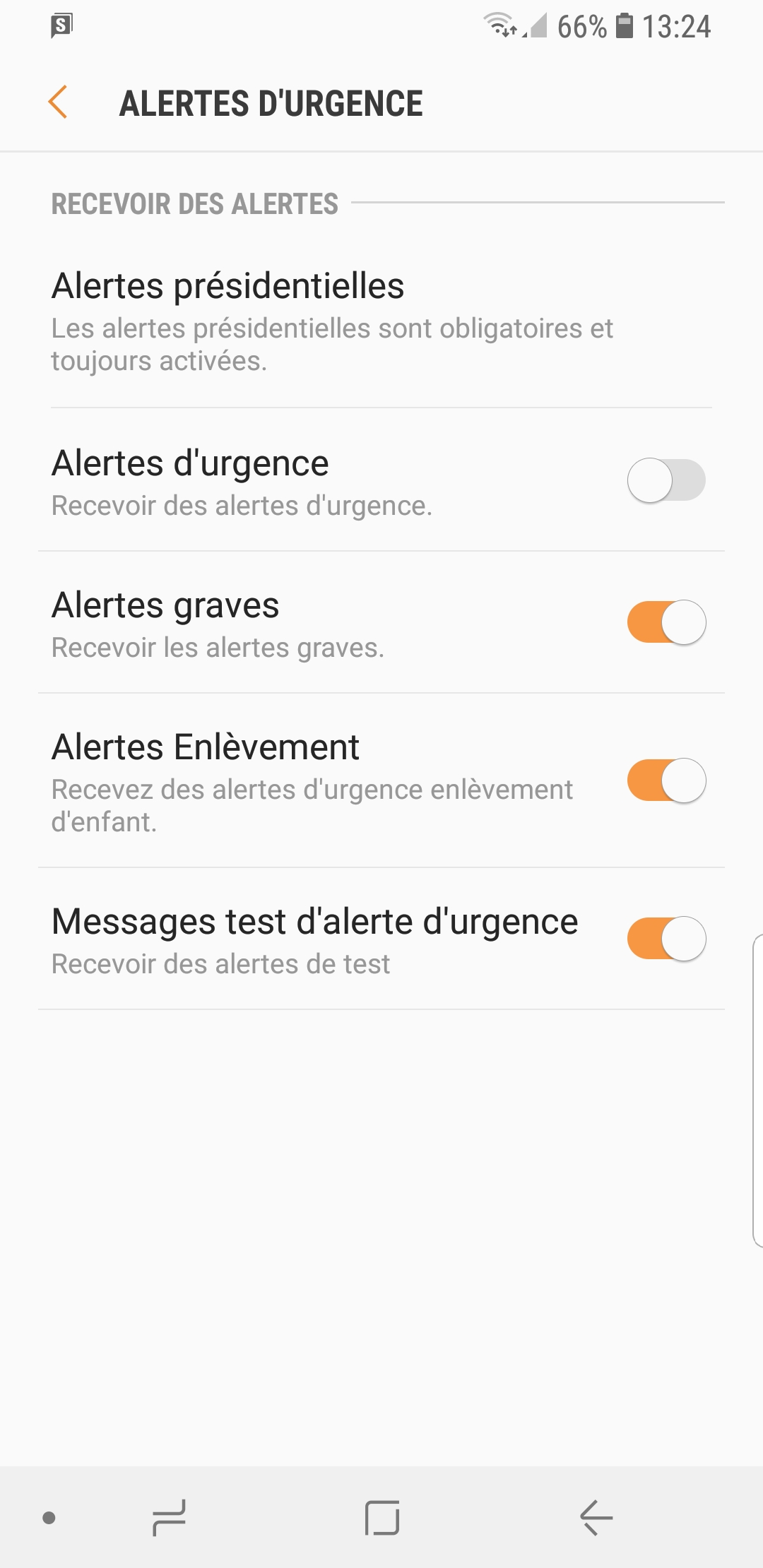
Paramétrage sur Android
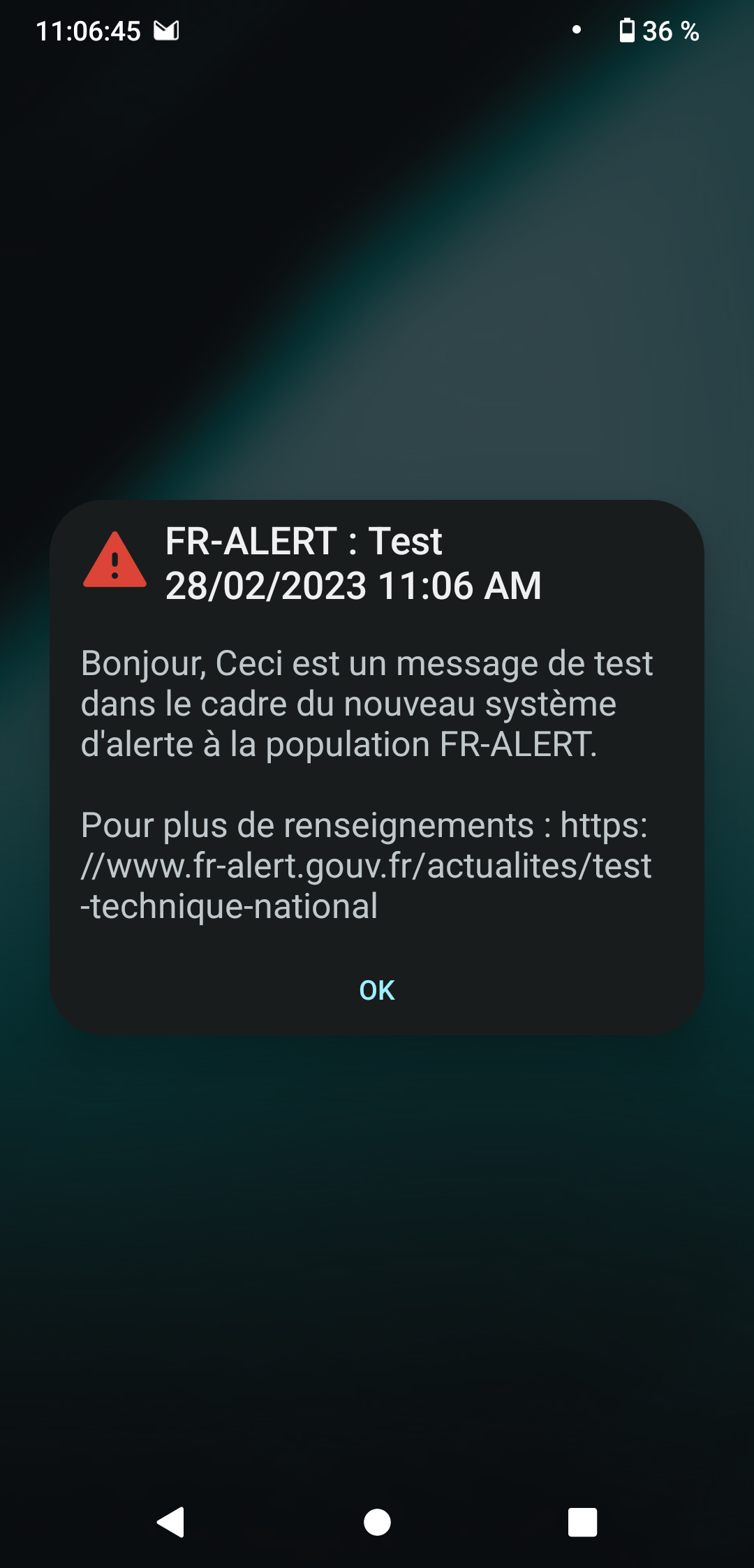
Message d'alerte sur Android

## Technologie employée
Les messages d'alerte sont envoyés sous forme d'ondes radio (diffusion cellulaire ou Cell-Broadcast), par les antennes de télécommunication 4G ou 5G, et non pas par SMS, pour éviter de saturer les réseaux des opérateurs. L'utilisateur présent dans un rayon de 5 km est averti par un signal sonore spécifique, et ce même si le téléphone est en mode silencieux. La diffusion du message cellulaire pourra être complétée par l'envoi de SMS géolocalisés utilisant la technologie 2G ou 3G, mais celle-ci peut prendre plus de temps.

## Utilisation du service
Le lancement d'un message d'alerte dépend du premier ministre ou des préfets, mais les maires peuvent aussi demander le lancement d'alerte FR-Alert en cas de catastrophe locale pour avertir et protéger la population.
Plusieurs tests ont été réalisés depuis juin 2022 dont la nature du message envoyé peut aller d'un simple « test technique national » ou « exercice » jusqu'à un « incendie ».
Il a été testé notamment en octobre 2022 dans le Vaucluse dans le cadre d'un exercice de type inondation, ainsi que le 28 février 2023 dans la plupart des régions métropolitaines en France.
Le FR-Alert a été déclenché pour la première fois le 11 juillet 2023 dans 5 départements de l'est du pays : les 4 départements de la Franche-Comté et le Haut-Rhin, placés en vigilance rouge par Météo France en prévision d'un risque d'orages extrêmement violents. Finalement, ce seront les départements de la Côte d'Or et du Bas-Rhin, non concernés par la vigilance rouge, qui seront le plus touchés par les orages.
FR-Alert est déclenché le 13 mai 2024 par la préfecture de Police de Paris afin d'envoyer un message d'information sur les jeux olympiques de Paris 2024. Cet usage est jugé disproportionné du fait de l'absence d'urgence ou de gravité concernant cette alerte.
Il est également testé sur l’agglomération de La Rochelle le 9 et 10 avril 2025 dans le cadre d'un exercice d’entraînement à la gestion de crise météorologique. Baptisé ÉOLE 2025, celui-ci est piloté par la Préfecture de la Charente-Maritime et la Communauté d’agglomération de La Rochelle, et mobilise un grand nombre d’acteurs.
| Année | Type d'alerte | Type d'alerte | Catégorie d'alerte | Catégorie d'alerte | Catégorie d'alerte | Catégorie d'alerte | Catégorie d'alerte | Catégorie d'alerte | Catégorie d'alerte | Catégorie d'alerte |
| Année | Réels         | Exercices     | Incendies          | Météorologies      | NRBCEs             | Sécurités          | Transports         | Géologies          | Infrastructures    | Autre              |
| ----- | ------------- | ------------- | ------------------ | ------------------ | ------------------ | ------------------ | ------------------ | ------------------ | ------------------ | ------------------ |
| 2022  | 1             | 25            | 4                  | 3                  | 6                  | 2                  | 3                  | –                  | –                  | 1                  |
| 2023  | 24            | 104           | 14                 | 29                 | 45                 | 9                  | 4                  | 7                  | 13                 | 7                  |
| 2024  | 35            | 113           | 18                 | 46                 | 43                 | 13                 | 2                  | 10                 | 3                  | 13                 |

## Contexte, tendance
Les événements climatiques extrêmes sont et seront de plus en plus fréquents et graves. Ils sont caractérisés par des interactions et synergies complexes entre des facteurs naturels et anthropiques de risques et danger, à mieux prendre en compte.
Dans le monde, tirant notamment parti, d'une part, du taux croissant d'équipement en smartphones, et d'autre part, des retours d'expérience des cyclones, marées noires, accidents nucléaires et de la pandémie de 2019, dans la plupart des pays, les autorités chargées de la sécurité civile et de la santé, invitent la population à « se doter de trousses d’urgence, à s’inscrire à des systèmes d’alerte et à prévoir des plans d’urgence familiaux ou individuels en cas d’urgence, notamment les événements climatiques extrêmes. Par exemple : Préparez-vous, En alerte, FR-Alert ou R!SQUES ». 
Osofsky (2021) insiste sur le besoin de préventivement mieux se préparer améliore la résilience des communautés et individus aux aléas et catastrophes climatiques ; c'est aussi un moyen d'éduquer et informer la population (enfants et personnes vulnérables notamment) avant la survenue d’événements graves. Cela diminue les exposition inutile ou évitables à des risques (ex : ajuster ses activités à la météo, préparer des sacs de sable quand le risque d'inondation est grand…). Des vigies environnementales et technologiques aident à anticiper et mieux gérer la crise si elle est activement communiquée aux autorités locales et aux populations, surtout si ces dernières ont été préparées, et/ou si elle se mobilisent avant les interventions de secours et de réparation.

## Recherche, évolutions futures?
En 2023/2024, une réflexion est en cours dans le cadre de la planification écologique (France Nation Verte) pour mieux utiliser FR-Alert dans le contexte des risques et crises liées au climat et/ou à la biodiversité. En particulier, il apparait nécessaire d'adapter tous les systèmes de veille et d'alerte aux « risques mixtes » qui sont les plus graves et que les prospectivistes annoncent comme de plus en plus fréquents (c'est principalement le risque d'« accident de nature technologique qui a été engendré par un événement naturel,. Par exemple : l’accident nucléaire de Fukushima a été induit par un séisme accompagné d’un tsunami [Genpatsu-shinsai] qui a mis hors de service les pompes de refroidissement de la centrale nucléaire, causant la fusion des trois cœurs nucléaires de la centrale, ». 
L'OMS invite à aussi mieux prendre en compte les risques pour la santé mentale. En effet, l'analyse rétrospective de catastrophes a mis en évidence des susceptibilités sous-estimées, et des effets également sous-estimés en termes de troubles de santé mentale et de développement, par exemple chez les enfants issus de mères exposées à des catastrophes environnementales lors de leur grossesse, ou dans les communautés affectées par des inondations inhabituelles, graves ou répétées.